# 311 (số)
311 (ba trăm mười một) là một số tự nhiên ngay sau 310 và ngay trước 312.

## Trong toán học
311 là một số:
- Số nguyên tố
- Số nguyên tố sinh đôi cùng với 313